# اشرف بابکرخیل
اشرف بابکرخیل (انگلیسی: Ashraf Babakarkhel؛ زادهٔ ۴ فوریه ۱۹۹۴ شهر کابل یک بازیکن فوتبال تیم شاهین آسمایی است، وی در سال‌های ۲۰۱۳ و ۲۰۱۴ برای شاهین آسمایی بازی می‌کند و با شاهین آسمایی دو بار قهرمان لیگ برتر شد.